# Koshiki no kata
Il koshiki-no-kata (古式の形?, "forma della tradizione") è un kata del judo sviluppato da Kanō Jigorō in onore delle antiche koryū di jujutsu e in particolare di Kitō-ryū.
Ho deciso di salvaguardare queste tecniche creando il Koshiki no Kata perché esse esprimono perfettamente i principi e le tecniche del Kodokan judo. (Jigoro Kano)

## Descrizione
Il koshiki-no-kata consiste di 21 tecniche, suddivise in due gruppi: 14 omote (面?, "fronte") e 7 ura (裏?, retro). Il primo gruppo sottintende che tori ed uke indossino un'armatura da  samurai.
- Omote (面?, "fronte")

1. Tai: Uke avanza verso Tori e si posiziona con il piede destro davanti al piede sinistro di Tori, poi afferra la cintura di Tori con entrambe le mani (una al ventre e una alla schiena), sposta il piede sinistro verso la gamba destra di Tori per prendere lo slancio e poi, facendo contatto con l'anca, cerca la proiezione portando indietro il piede sinistro. Tori anticipa Uke e lo sbilancia indietro mettendogli la mano sinistra dietro la cintura e la mano destra sul bavero sinistro (mano aperta) e spostandosi in tsugi-ashi verso l'angolo del tatami (Uke si sposta all'indietro in ayumi-ashi) mantenendo lo squilibrio di Uke. Per proiettare, Tori spinge Uke indietro e scende a terra con il ginocchio destro, mentre Uke effettua una caduta laterale a sinistra.
2. Yume-no-uchi: questa tecnica si esegue come la prima (Tai), ma Uke impara dalla prima tecnica e, prima di essere proiettato, porta indietro il piede sinistro per recuperare l'equilibrio e fa forza per evitare di subire la tecnica. Tori allora, per sfruttare la leggera spinta in avanti di Uke, ruota e afferra Uke dietro le spalle, passando da sotto al braccio di Uke con la mano sinistra e da sopra al braccio di Uke con la mano destra. A questo punto Tori porta il peso indietro e, dopo aver fatto pochi passetti, si lascia cadere per sbilanciare Uke, che eseguirà una caduta in avanti a destra passando oltre la testa di Tori.
3. Ryokuhi: Tori e Uke si trovano in centro uno di fronte all'altro. Uke cerca di portare l'attacco Obi-dori portando la mano destra sopra la sinistra e mirando alla cintura di Tori mentre si sposta in avanti con il piede destro. Tori indietreggia con il piede destro e porta le mani all'esterno del gomito destro di Uke deviando il suo attacco, prima spingendo con la mano sinistra e poi continuando la spinta con la mano destra. Mentre Tori si sposta in tsugi-ashi, con la mano destra continua la spinta portando il braccio di Uke verso l'alto, mentre sposta la mano sinistra sull'altro braccio di Uke, tenendoglielo lungo il fianco e spingendo verso l'alto. Una volta squilibrato Uke indietro, Tori sposta entrambe le mani sulle spalle di Uke e lo spinge indietro, poi scende con il ginocchio sinistro. Uke esegue una caduta laterale "incrociata" slanciando il piede sinistro, ma battendo a terra con la mano destra.
4. Mizu-guruma: Tori e Uke sono di nuovo al centro uno di fronte all'altro. Uke tenta di nuovo di portare Obi-dori come prima, mentre Tori afferra con la mano destra il polso e con la mano sinistra l'avambraccio di Uke e, facendo un passo indietro con il piede sinistro, tira Uke verso il basso. Uke, sentendo tirare, ritrae la mano e Tori ne approfitta per portare la mano di Uke sulla sua fronte e sbilanciarlo indietro, portando la mano sinistra attorno ai fianchi di Uke e spostandosi in tsugi-ashi verso l'angolo del tatami. Di nuovo Uke porta indietro il piede sinistro per recuperare l'equilibrio e il resto della tecnica si svolge come per la seconda tecnica (Yume-no-uchi).
5. Mizu-nagare: Tori e Uke sono uno di fronte all'altro negli angoli opposti del tatami e si avvicinano in ayumi-ashi. Mentre si avvicina, Uke porta la mano destra dietro la schiena ed estende in avanti la mano sinistra (come se volesse afferrare da sopra il pettorale dell'armatura di Tori). Tori afferra con la mano destra il polso di Uke piegandolo verso il basso, mentre con la mano sinistra spinge il gomito di Uke verso l'alto, per mettergli il braccio in leva e sbilanciarlo, poi sposta la mano sinistra all'interno del gomito di Uke e lo proietta scendendo a terra con il ginocchio destro.
6. Hikiotoshi: mentre Uke si avvicina tenta di afferrare il fianco sinistro di Tori (dove si porta la spada) con la mano destra. Tori afferra il braccio di Uke e lo proietta scendendo a terra con il ginocchio sinistro.
7. Ko-daore: mentre ci si avvicina, Tori tenta di attaccare Uke al viso col l'estremità delle dita. Uke devia la mano di Tori verso l'esterno con la propria mano destra, afferrando il polso di Tori, afferra Tori dietro la cintura con la mano sinistra e cerca di proiettare con una tecnica d'anca. Tori usa il braccio destro per sbilanciare Uke indietro, mentre porta la propria anca destra dietro le anche di Uke e la mano sinistra alla cintura di Uke, poi proietta Uke con una leggera spinta e scendendo a terra con il ginocchio sinistro.
8. Uchikudaki: mentre ci si avvicina, Tori estende la mano sinistra per colpire Uke al ventre con l'estremità delle dita. Uke afferra il polso di Tori con la mano sinistra e lo tira a sé, poi lo afferra attorno ai fianchi con il braccio destro per tentare di tirare una tecnica d'anca. Tori porta la propria anca sinistra dietro le anche di Uke e usa il braccio sinistro per sbilanciarlo indietro, mentre porta la mano destra alla cintura di Uke, poi lo proietta e scende a terra con il ginocchio destro.
9. Tani-otoshi: mentre Tori è in centro rivolto verso joseki (lato d'onore), Uke si porta alle sue spalle e poi si avvicina. Raggiunto Tori, Uke porta avanti il piede sinistro e, premendo con la mano sinistra sul ventre di Tori, con la mano destra spinge da dietro la sua spalla destra, facendo piegare Tori. Tori si piega molto, facendo scivolare la mano di Uke oltre la propria spalla, a questo punto afferra la mano destra di Uke, porta il braccio sinistro davanti a Uke, attorno ai suoi fianchi e si sposta con la gamba  e l'anca sinistra dietro a Uke facendo contatto con l'anca e squilibrandolo indietro. Poi Tori proietta Uke e scende a terra con il ginocchio destro.
10. Kuruma-daore: Uke è di nuovo alle spalle di Tori e gli si avvicina, poi mette la mano sinistra davanti alla spalla sinistra di Tori e la mano destra davanti alla spalla destra di tori e lo fa ruotare. Tori ruota e mentre gira porta le mani come nella seconda e nella quarta tecnica (Yume-no-uchi e Mizu-guruma) ed esegue la stessa proiezione in direzione di joseki, ma questa volta non fa alcun passo prima di lasciarsi cadere.
11. Shikoro-dori: Tori e uke sono al centro uno di fronte all'altro molto vicini. Uke tenta di afferrare la cintura di Tori dall'alto con la mano sinistra. Tori devia la mano di Uke verso l'interno con la propria mano destra e con la mano sinistra spinge il mento di Uke facendolo ruotare, poi porta entrambe le mani sopra le spalle di Uke e lo fa cadere indietro, mentre scende a terra con il ginocchio sinistro.
12. Shikoro-gaeshi: Tori e Uke sono al centro come per la tecnica precedente, ma si sono scambiati di posto. Uke afferra il nodo della cintura di Tori dall'alto con la mano sinistra e tira Tori verso di sé mentre fa un passo indietro con la gamba destra e si volta dall'altra parte, come per portarlo verso la propria anca e proiettarlo. Tori avanza con il piede destro Tori e con entrambe le mani gli afferra la testa e la ruota verso di sé (come se volesse guardare Uke in viso). Quando Uke raddrizza la testa e il corpo, Tori porta entrambe le mani sulle spalle di Uke e lo tira indietro mentre slancia entrambe le gambe in avanti, in questo modo spazza la gamba di Uke da dietro e lo proietta, mentre Tori cade sul sedere.
13. Yudachi: Tori e Uke si scambiano ancora di posto. Tori porta le mani ai baveri di Uke e con la mano sinistra si aiuta ad afferrarli entrambi con la mano destra, mantenendo il dito indice tra i due baveri. Uke spinge il gomito destro di Tori con la mano sinistra mentre avanza, poi cerca di afferrare il fianco sinistro di Tori con la mano destra. Tori afferra Uke dietro al gomito con la mano sinistra e lo proietta scendendo a terra con il ginocchio sinistro.
14. Taki-otoshi: Tori e Uke si scambiano di posto nuovamente e Tori afferra i baveri di Uke come nella tecnica precedente. Mentre avanza, Uke spinge il gomito di Tori con la mano sinistra e porta la mano destra sopra la sua spalla sinistra, mentre entra come se volesse portare Uchi-mata. Tori porta il braccio sinistro attorno ai fianchi di Uke e lo fa ruotare mentre lo sbilancia indietro, poi si sposta in tsugi ashi verso l'angolo del tatami. Di nuovo, Uke recupera ferma la spinta di Tori bloccando indietro il piede sinistro, quindi tori ruota portando la mano sinistra dietro la spalla di Uke e mantenendo con la mano destra la presa ai baveri. A questo punto Tori porta il peso indietro, fa qualche passetto e poi si lascia cadere, proiettando Uke con una caduta avanti destra oltre la propria testa.

- Ura (裏?, retro)

1. Mi-kudaki: la posizione di partenza e il primo attacco di Uke sono gli stessi delle prime due tecniche della sezione Omote. All'attacco di Uke, Tori afferra con la mano destra il polso sinistro di Uke e porta la mano sinistra sotto il suo braccio sinistro, sollevandolo e sbilanciando Uke. Mantenendo lo squilibrio, Tori si sposta in tsugi-ashi verso l'angolo del tatami e Uke lo segue in ayumi-ashi, per poi bloccare la spinta portando indietro e puntando il piede sinistro. Alla spinta in avanti di Uke, Tori mantiene la posizione delle braccia, fa un passo verso l'esterno con il piede sinistro e scivola con la gamba destra all'esterno della gamba destra di Uke, lasciandosi cadere e proiettando Uke con una caduta avanti destra oltre la propria testa. Da questo punto del kata in poi, le tecniche saranno svolte più rapidamente, con Tori che si trova sempre, più o meno, al centro del tatami e Uke che lo attacca avvicinandosi da un angolo del tatami.
2. Kuruma-gaeshi: Tori e Uke si alzano ed Uke attacca subito Tori come se volesse spingerlo per le spalle. Tori porta le mani sotto le ascelle di Uke e porta il peso indietro lasciandosi cadere. Uke esegue una caduta avanti destra passando oltre la testa di Tori.
3. Mizu-iri: Uke attacca Tori al viso con la mano destra colpendo cola punta delle dita. Tori afferra il polso di Uke con la mano sinistra e porta la mano destra sotto la sua ascella, poi scivola con la gamba destra all'esterno della gamba destra di Uke lasciandosi cadere e proiettando Uke, che eseguirà una caduta avanti destra passando oltre la testa di Tori.
4. Ryusetsu: Tori va incontro a Uke e mima un colpo al viso, dal basso verso l'alto, con il dorso della mano, poi porta le mani dietro le spalle di Uke passando con la sinistra sotto e con la destra sopra al braccio di Uke (Uke posiziona le mani nello stesso modo). Poi Tori porta il peso indietro e si lascia cadere proiettando Uke.
5. Sakaotoshi: Uke attacca Tori al ventre con la punta delle dita della mano sinistra. Tori devia e afferra il polso di Uke con la mano destra, porta la mano sinistra all'interno del braccio di Uke e lo tira proiettandolo (a differenza delle tecniche della sezione Omote, Tori non scende in ginocchio per eseguire questa tecnica).
6. Yukiore: Tori si avvicina a Uke, gli volta le spalle e inizia a camminare verso il centro del tatami. Uke lo attacca da dietro avvolgendo le braccia attorno al torace e alle braccia di Tori. Tori si difende allargando i gomiti, afferrando con la mano sinistra il braccio destro di Uke ed eseguendo un simil-Seoi nage mentre scende a terra con il ginocchio destro.
7. Iwa-nami: Tori va incontro a Uke e mima un colpo al viso, dal basso verso l'alto, con il dorso di entrambe le mani, poi afferra entrambi i baveri di Uke (Uke appoggia le mani sulle spalle di Tori) e porta il peso indietro, lasciandosi cadere e proiettando Uke, che eseguirà una caduta avanti destra passando oltre la testa di Tori.

## Video
- Video ufficiale del Kodokan Judo Institute, su youtube.com.
- Koshiki-no-kata (tori: Jigoro Kano, uke: Yoshiaki Yamashita)

## Libri
- KODOKAN JUDO, Jigoro Kano; pubblicato da: Kodansha International; edizione italiana: Edizioni Mediterranee.